# 青地林宗
青地 林宗（あおち りんそう、安永4年（1775年） - 天保4年2月22日（1833年4月11日））は、日本の蘭学者。名を盈（えい）、字を子遠、通称は林宗（りんそう）、号を芳滸（ほうこ）。門弟に堀内素堂。

## 生涯

### 経歴
林宗は安永4年（1775年）伊予松山藩に生まれた。父は松山藩医青地快庵。家業の漢方医学を修得したのち、20歳で江戸に出て幕府通詞馬場佐十郎に弟子入り、天文学や蘭語を学ぶ。杉田立卿の私塾・天真楼、宇田川玄真の私塾・風雲堂にも学んだ。26歳の時、父快庵が亡くなると松山藩医の家を継ぐ為一時帰郷。5年間松山に落ち着いたが蘭学への想いから松山藩での職を辞し遊学の旅に出る。大坂、長崎など蘭学の地を回りながら再度江戸に戻る。47歳の時に幕府の招聘を受け天文台訳員となり、蘭書（西洋の学術書）の翻訳に従事した。ゴローニンの『日本幽囚記』も翻訳している。その後、水戸藩主徳川斉昭に請われ召し抱えられたが4年後、天保4年（1833年）2月22日死去。享年59。
大正4年（1915年）、従五位を追贈された。

### 功績
オランダのヨハネス・ボイス（Johannes Buijs、1764-1838）が著した書籍を多く訳し、1827年に日本初の物理学書「気海観瀾」を刊行。日本物理学の祖と称された。また蘭学の訳書が増えるにつれ日本にない言葉を訳す際、個々人で訳語、造語が出来ることに早くから懸念を抱き、訳語の適正化と統一を目的とした組織「同志會」を提唱し日本の翻訳事業に大きな道筋を指し示した。

## エピソード
林宗には五人の娘がいて、長女粂の夫は坪井信道、次女三千子の夫は伊東玄晁、三女秀子の夫は川本幸民、四女宮子の夫は高野長英(宮子は結婚後半年目の嘉永2年4月7日 (旧暦)（1849年4月29日）、32歳で早世）と高名な蘭学者に嫁いる。（五女信子は11歳で病没）

## 主な著作
- 「格物綜凡」
- 「気海観瀾」（日本初の物理学書）[1]
- 「気海観瀾補数」
- 「万国地志」（杉田立卿との共著）
- 『輿地誌』（地誌、65巻の大著）
- 「輿地誌略」[1]
- 「医学集成」
- 「依百乙薬性論」
- 「和蘭産科全書」
- 「居家備要」
- 「金備輿地誌」
- 「工斯牛痘編」
- 「工斯貌爾觚
- 「公私貌爾内科書」
- 「昆斯貌觚凡例」
- 「衆家経験千方」
- 「製剤篇」
- 「西洋奇器叢記」
- 「遭厄日本紀事」[1]
- 「泰西医家書目」
- 「地学示蒙」[1]
- 「内科嚢記」
- 「訶倫(ほーるん)産科書」[1]
- 「奉使日本紀行」

## 交流
- 杉田玄白
- 伊東玄朴
- 宇田川榕菴
- 青木周弼
- 坪井信道
- 高橋景保